# Функціонал Мінковського
У функціональному аналізі функціонал Мінковського використовує лінійну структуру простору для введення топології на ньому. Названий на честь німецького математика Германа Мінковського.

## Визначення
Для будь-якого векторного простору X (дійсного або комплексного) і його підмножини K визначимо функціонал Мінковського
{\displaystyle \ \mu _{K}:X\rightarrow [0,\infty )}
як
{\displaystyle \mu _{K}(x)=\inf \left\{r>0:x\in rK\right\}.}
Передбачається, що 0 ∈ K і множина {r > 0: x ∈ r K} непорожня. При додаткових умовах на K функціонал буде мати властивості напівнорми, а саме:
- Із опуклості й симетричності K випливає субадитивність {\displaystyle \mu _{K}}, тобто
{\displaystyle \ \mu _{K}(\alpha x+\beta y)\leq \alpha \mu _{K}(x)+\beta \mu _{K}(y)}
- Однорідність (μK(α x) = |α| μK(x) для всіх α) досягається, якщо K — збалансована множина, тобто α K ⊂ K для всіх |α| ≤ 1.

## Властивості
Функціонал Мінковського можна використовувати для задання топології в просторі, так як для опуклих замкнених множин K, що містять 0, він має властивості напівнорми. Він також дозволяє встановити відповідність (один із проявів двоїстості Мінковського) між множинами в X і X*, оскільки володіє властивостями опорної функції в зв'язаному просторі. Нехай X — скінченновимірний евклідів простір. Для будь-якої множини K з X визначимо спряжену множину K* з X* як множину, опорна функція s (p, K*) якої на векторах p з X збігається з pK:
{\displaystyle \forall p\in X~s(p,K^{*})=\mu _{K}(p)}
При цьому для будь-якого опуклого замкнутого збалансованого K
{\displaystyle \ K^{**}=K}
Це визначення також можна поширити на нескінченновимірні рефлексивні простори. При цьому, однак, виникає деяка складність, так як простір X ** містить елементи, що не лежать в X. Можна довизначити опорну функцію на K *, поклавши її для таких векторів рівною 0. Тоді при природному вкладенні X в X ** образ K збігається з K ** (при опуклості і збалансованості).